# Angielina Gabujewa
Angielina Aleksandrowna Gabujewa (ur. 7 grudnia 1988 we Władykaukazie) – rosyjska tenisistka.

## Kariera tenisowa
17 czerwca 2013 roku zajmowała najwyższe miejsce w rankingu singlowym WTA Tour – 423. pozycję, natomiast 26 września 2022 osiągnęła najwyższą lokatę w deblu – 94. miejsce.
W swojej karierze wygrała w dwóch turniejach singlowych oraz w siedemnastu turniejach deblowych rangi ITF. Wystąpiła również w dwóch finałach turniejów rangi WTA 250 i jednym WTA 125 w grze podwójnej.

## Finały turniejów WTA
| Legenda                   | Legenda |
| ------------------------- | ------- |
| Wielki Szlem              |         |
| Igrzyska olimpijskie      |         |
| WTA Tour Championships    |         |
| od 2021                   |         |
| WTA 1000 (obowiązkowe)    |         |
| WTA 1000 (nieobowiązkowe) |         |
| WTA 500                   |         |
| WTA 250                   |         |
| WTA 125                   |         |

### Gra podwójna 2 (0–2)
| Końcowy wynik | Nr | Data                | Turniej    | Nawierzchnia  | Partnerka            | Przeciwniczki                       | Wynik finału   |
| ------------- | -- | ------------------- | ---------- | ------------- | -------------------- | ----------------------------------- | -------------- |
| Finalistka    | 1. | 2 października 2021 | Nur-Sułtan | Twarda (hala) | Anastasija Zacharowa | Anna-Lena Friedsam Monica Niculescu | 2:6, 6:4, 5–10 |
| Finalistka    | 2. | 31 lipca 2022       | Praga      | Twarda        | Anastasija Zacharowa | Anastasija Potapowa Jana Sizikowa   | 3:6, 4:6       |

## Finały turniejów WTA 125

### Gra podwójna 2 (0–2)
| Końcowy wynik | Nr | Data            | Turniej  | Nawierzchnia | Partnerka            | Przeciwniczki                     | Wynik finału   |
| ------------- | -- | --------------- | -------- | ------------ | -------------------- | --------------------------------- | -------------- |
| Finalistka    | 1. | 4 grudnia 2022  | Andora   | Twarda       | Anastasija Zacharowa | Cristina Bucșa Weronika Falkowska | 6:7(4), 1:6    |
| Finalistka    | 2. | 17 czerwca 2023 | Walencja | Ceglana      | Irina Chromaczowa    | Aliona Bolsova Andrea Gámiz       | 4:6, 6:4, 7–10 |